# MS Allure of the Seas
Az MS Allure of the Seas jelenleg a világ legnagyobb luxus utasszállító óceánjáró hajója, holtversenyben testvérhajóival, az Oasis of the Seas és a Harmony of the Seas hajókkal. A hajót Royal Caribbean International üzemelteti. Hossza 362 m, szélessége 66 m. Az utasok számára a hajó 25 szintjéből csak 16 szint van megnyitva. Építési költsége 2006-os árakon számolva 1,2 milliárd amerikai dollár volt. Hatalmas mérete miatt "Az úszó város" becenéven is szokták emlegetni.

## Szolgáltatások
A hajón a szokásos éttermeken, bevásárlóközpontokon kívül egy kétszintes táncterem, egy 1380 férőhelyes színház és egy műjégpálya is található. Az Allure fedélzetén még egy 26.312 négyzetméteres, hatalmas park is van, 12 ezer élő növénnyel.